# ソチ国際空港
ソチ空港（露: Аэропорт Сочи、英: Sochi Airport）は、ロシア連邦クラスノダール地方の黒海沿岸の都市ソチにある国際空港。
ソチ市街地の南方25kmに位置する。ソチ周辺のリゾート地域へのアクセス拠点として賑わっており、2018年には約634万人の利用者があった。

## 沿革
1945年にアドレル空港（Аэропорт Адлер）として開業。リスノフ2（Li-2）やイリューシン12（Il-12）の発着が可能であった。1956年にターミナルビルを建設、その後も滑走路や近代設備の充実を拡大。1980年に「ソチ空港」と改称。IATA空港コードのAERは旧称のアドレル空港に由来する。1986年よりイリューシン86（I-86）も離着陸、整備できるようになった。1991年より空港ターミナルビルをさらに拡張した。
2006年11月にソチ空港は公開売却され、実業家オレグ・デリパスカのベーシック・エレメント社が55億ルーブル（約2.06億米ドル）で獲得した。
2014年のソチ冬季オリンピックの準備で空港設備が拡充された。

## 就航航空会社と就航都市

### 国内線
| 航空会社                   | 就航地 |
| -------------------------- | --- |
| アエロフロート・ロシア航空 | モスクワ/シェレメーチエヴォ、サンクトペテルブルク、エカテリンブルク |
| S7航空                     | モスクワ/ドモジェドヴォ、ノボシビルスク、イルクーツク |
| ロシア航空                 | モスクワ/シェレメーチエヴォ、サンクトペテルブルク、クラスノヤルスク |
| ウラル航空                 | モスクワ/ドモジェドヴォ、サンクトペテルブルク、カザン、サマーラ、エカテリンブルク、チェリャビンスク |
| スマータヴィア             | モスクワ/シェレメーチエヴォ、サンクトペテルブルク、サマーラ、カザン、オムスク、エカテリンブルク、ウファ |
| ポベーダ                   | モスクワ/シェレメーチエヴォ、モスクワ/ヴヌーコヴォ、サンクトペテルブルク、エカテリンブルク、チェリャビンスク、カザン、ペルミ、サマーラ、サラトフ、ウファ、キーロフ                                                             |
| ノルドスター航空           | モスクワ/ドモジェドヴォ、ノリリスク |
| ヤクーツク航空             | モスクワ/ヴヌーコヴォ、ノボシビルスク、クラスノヤルスク、オムスク、ニジネヴァルトフスク、ヤクーツク |
| UTエアー                   | モスクワ/ヴヌーコヴォ、チュメニ、スルグト |
| ノードウィンド航空         | チェリャビンスク、エカテリンブルク、ニジニ・ノブゴロド、カザン、ケメロヴォ、クラスノヤルスク、バルナウル、オムスク、オレンブルク、ペルミ、サマーラ、トムスク、ウファ、ウリヤノフスク、ノヴォクズネツク、チェボクサル、クルガン |
| アジムト航空               | マハチカラ、ミネラーリヌィエ・ヴォードィ、ムルマンスク、ヤロスラヴリ、カルーガ、ペンザ、プスコフ、スタヴロポリ |
| イジャヴィア               | イジェフスク |
| レッドウィングス航空       | ウラジカフカス |
| セヴァスタリ航空           | チェレポヴェツ、ペトロザボーツク |
| イカール航空               | ノボシビルスク、ナーベレジヌイェ・チェルヌイ、イヴァノヴォ |
| UVTアエロ                  | アストラハン、カザン |
| ヤマル航空                 | チュメニ、ノーヴィ・ウレンゴイ、サレハルド、ノヤブリスク、ナディム |

### 国際線
| 航空会社                 | 就航地                                                                                        |
| ------------------------ | --------------------------------------------------------------------------------------------- |
| ロシア航空               | エレバン、イスタンブール、アンタルヤ、ドバイ、シャルム・エル・シェイク                        |
| アジムト航空             | エレバン、バクー、イスタンブール、アンタルヤ、テルアビブ、ドバイ、サマルカンド、アルマトイ    |
| ウラル航空               | ドゥシャンベ、ビシュケク、オシ                                                                |
| イル・アエロ             | イスタンブール、アンタルヤ                                                                    |
| レッドウィングス航空     | エレバン、テルアビブ 季節運航 :イスタンブール、アンタルヤ、シャルム・エル・シェイク、トビリシ |
| エア・セルビア           | ベオグラード                                                                                  |
| アゼルバイジャン航空     | バクー                                                                                        |
| ベラヴィア               | ミンスク                                                                                      |
| ウズベキスタン航空       | タシュケント、ナマンガン                                                                      |
| アルメニアン航空         | エレバン                                                                                      |
| アルメニア エアウェイズ  | エレバン                                                                                      |
| フライワン・アルメニア   | エレバン                                                                                      |
| フライアルナ             | エレバン                                                                                      |
| エルアル・イスラエル航空 | テルアビブ(2025年9月3日より運航開始予定)                                                      |
| エティハド航空           | アブダビ                                                                                      |

## 空港アクセス
空港ターミナル直結のアエロポルト・ソチ駅からアエロエクスプレス（列車）がソチ駅まで運行されている（一部は途中のアドレル駅止まり）。